# Bou El Mogdad
El Hadj Ibnou Bou El Mogdad Seck (1826-1880) est interprète-en-chef et conseiller auprès des gouverneurs de l’administration coloniale au Sénégal, d'Auguste-Léopold Protet en 1853 jusqu’à Louis Brière de l'Isle en 1880, en passant par Louis Faidherbe dont il fut un précieux auxiliaire. Ne pas confondre avec son fils Doudou Seck Bou El Mogdad.

## Biographie
Bou El Mogdad est issu d’une grande famille saint-louisienne proche de l’administration coloniale. Fils de Abdoulaye Seck et de Yasine Gaye (qui est décédée à Saint-Louis du Sénégal le 7 janvier 1866), il est le beau-frère de Hamet Ndiaye Ann, premier cadi du tribunal musulman nommé par Faidherbe. Bou El Mogdad est d’abord assesseur au cadi, puis lorsque celui-ci est trop absorbé par ses fonctions judiciaires, il deviendra cadi à son tour.
Pendant vingt ans il est l’interprète, le rédacteur et le traducteur de l’arabe auprès du gouvernement du Sénégal, cité en exemple pour ses capacités à concilier son attachement profond à l’islam et sa loyauté envers l’administration coloniale.
C’est aussi un explorateur qui accompagne le capitaine Vincent dans l’Adrar (Mauritanie) de janvier à juin 1860, mais la présence d’un officier chrétien semble avoir engendré la méfiance et compromet l’expédition. Ils ne peuvent atteindre Atar et Chinguetti. Bou El Mogdad offre alors ses services pour effectuer lui-même le voyage transsaharien en se présentant comme un pèlerin en route vers La Mecque. À cette époque-là l’administration est préoccupée par la menace grandissante que constituent les djihads de El Hadj Omar Tall et pense qu'un retour de Bou El Mogdad, désormais paré du titre de El Hadj – une distinction peu commune dans l’Afrique noire d’alors – pourrait avoir des effets bénéfiques sur l’influence française au Sénégal, ce que plaide l'intéressé : « Ce pèlerinage pourrait avoir des résultats très importants parce qu'on saurait dans le pays qu'il a été fait sous le patronage de la France ».
Même si sa mission n’apporte rien de vraiment nouveau du point de vue de l’exploration des contrées traversées, elle est cependant menée à bien et Bou El Mogdad revient au Sénégal à la fin de 1861.
En 1869 il a participé à 22 missions ou expéditions et, après 23 ans de bons et loyaux services, il est nommé officier de la Légion d'honneur.
Bou El Mogdad quitte l'administration coloniale en 1879 et quelques mois plus tard, en 1880, il est nommé tamsir et cadi à Saint-Louis. Il meurt la même année.

## Postérité

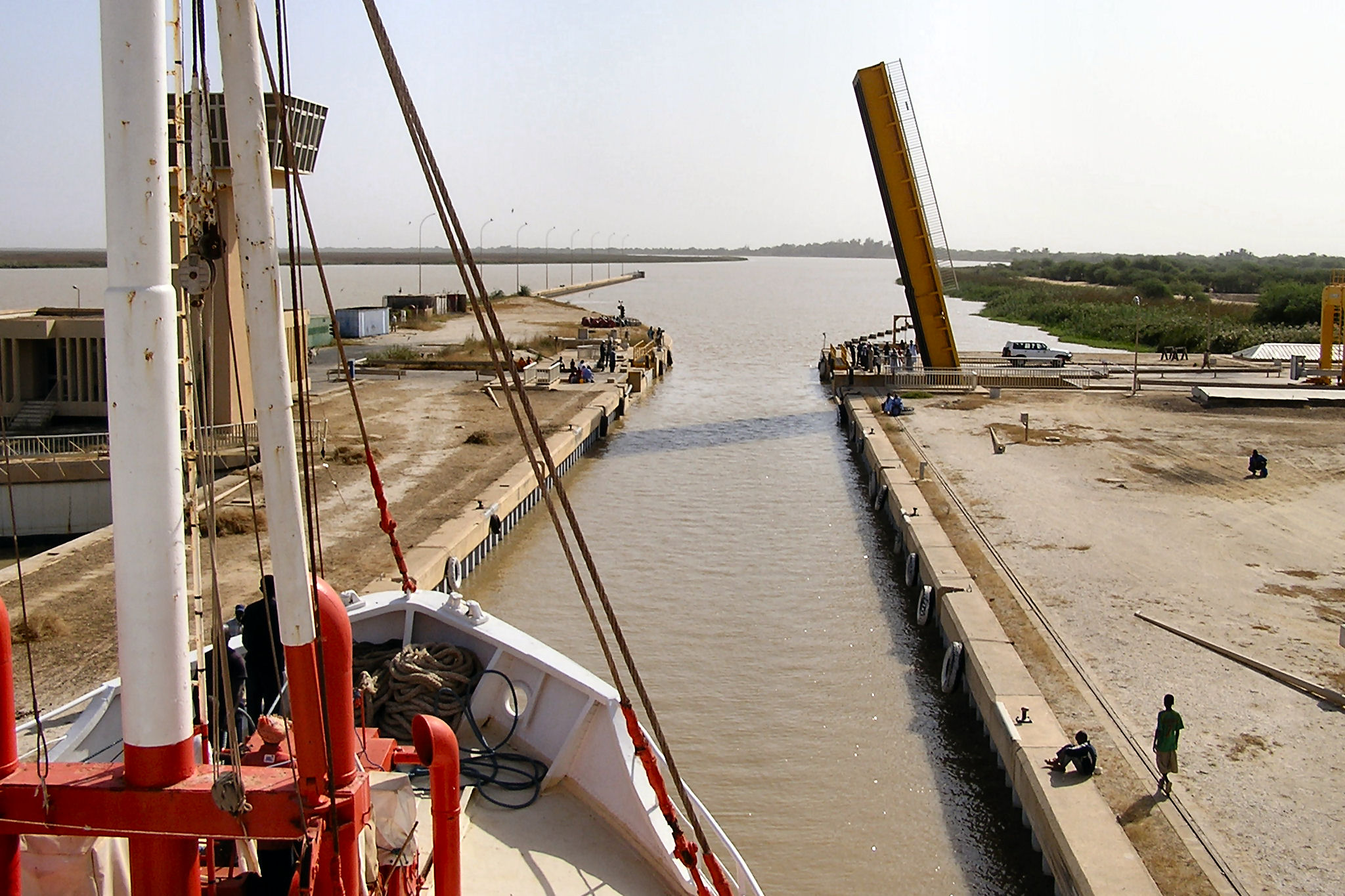
Le Bou El Mogdad au passage de l'écluse du barrage de Diama

La vieille maison, aujourd’hui en ruines, où il aurait vécu et où il recevait les marabouts en provenance de Mauritanie se trouve non loin du quai Roume, à l’angle de l'ex rue Boufflers, aujourd'hui rue Doudou Seck Bou El Mogdad.
Bou El Mogdad est le nom du bateau qui assurait le transport de marchandises et de personnes sur le fleuve Sénégal entre 1950 et 1970. Aujourd’hui transformé en navire de croisière, il emmène les touristes à Saint-Louis, au Parc national des oiseaux du Djoudj, à Richard-Toll, Dagana et Podor.